# Bernhard Windscheid
Bernhard Windscheid (Düsseldorf, 26 de julio de 1817 - Leipzig, 26 de octubre de 1892) fue un jurista alemán.
Formado en las universidades de Berlín y Bonn, obtuvo su doctorado el 22 de diciembre de 1838. A partir de 1847 impartió clases en la Universidad de Basilea, en 1857 comenzó a hacerlo en la de Múnich y desde 1871 en la de Heidelberg. En 1874 se traslada a la Universidad de Leipzig, donde trabajó hasta su muerte en 1892.
Su reputación como jurista se debe principalmente al Lehrbuch des Pandektenrechts, manual jurídico de referencia de la escuela pandectística alemana. La enorme repercusión de esta obra en el país germano hizo que Windscheid fuera seleccionado para formar parte entre 1880 y 1883 de la Primera Comisión Codificadora Alemana, la cual culminó en la publicación del Código Civil Alemán (BGB). 
Asimismo, destacan sus ensayos sobre el concepto legal de acción, los cuales originaron un debate con Theodor Muther que dio origen a los estudios de Derecho procesal contemporáneos.